# Gianluca Vallini
Gianluca Vallini (Bolzano, 27 ottobre 1993) è un hockeista su ghiaccio italiano, milita come portiere nell'Hockey Club Bolzano, squadra della ICE Hockey League, e nella Nazionale italiana.

## Carriera

### Club
Vallini ha svolto le giovanili dapprima con l'EV Bozen 84 (fino al 2010) e poi negli Stati Uniti d'America per due stagioni. Rientrato in Italia nel 2012 ha vestito la maglia del Fassa con cui ha giocato due stagioni in massima serie, la seconda da titolare.
Nel 2014 è tornato all'EV Bozen 84, in seconda serie, ma passò poi in prestito all'Appiano, in massima serie.
Successivamente ha vestito le maglie di Gherdëina (2015-2017) e Vipiteno (2017-2019), nella massima serie italiana e - dal 2016 - in Alps Hockey League.
Per la stagione 2019-2020 è divenuto portiere titolare dell'Asiago al posto di Frédéric Cloutier che aveva annunciato il ritiro, ma un grave infortunio all'inguine pose fine alla sua stagione già a dicembre. Venne comunque confermato anche per la stagione successiva. Ha difeso la porta degli stellati anche nella loro prima stagione in ICE Hockey League (2022-2023), condividendo l'onere con Justin Fazio.
Al termine della stagione ha annunciato la decisione di lasciare Asiago per riavvicinarsi alla famiglia: dopo aver valutato anche l'ipotesi del ritiro, Vallini ha accettato l'offerta del Bolzano che lo ha poi confermato anche per la stagione successiva.

### Nazionale
Ha giocato con le selezioni giovanili Under-18 (disputando i mondiali di categoria 2010 e 2011) e Under-20 (disputando il mondiale 2013).
Fin dal 2012 fa parte del giro della nazionale maggiore. Esordì infatti in un incontro amichevole contro la squadra di club ucraina del Berkut Kiev. In maglia azzurra prese parte come terzo portiere alle qualificazioni olimpiche a Pyeongchang 2018 e a due edizioni dei mondiali top division (2017 e 2019), ma senza mai scendere in campo.

## Vita privata
Vallini è sentimentalmente legato alla tennistavolista Debora Vivarelli, che ha sposato nel 2021.

## Palmarès

### Club
- Campionato italiano: 3

Asiago: 2019-2020, 2020-2021, 2021-2022
- Supercoppa italiana: 3

Asiago: 2020, 2021, 2022
- Alps Hockey League: 1

Asiago: 2021-2022

### Nazionale
- Campionato mondiale di hockey su ghiaccio Under-18 - Seconda Divisione: 1

Estonia 2010

### Individuale
- Miglior percentuale di salvataggi della Alps Hockey League: 1

2017-2018 (93,3%)
- Miglior percentuale di salvataggi della Serie A: 2

2018-2019 (92,6%), 2020-2021 (95,2%)
- Miglior media reti subite della Serie A: 1

2020-2021 (1.21)